# Copa Nicaragua 2019
La Copa Nicaragua 2019 fue la primera edición de dicha competición nicaragüense contando con la participación de los equipos de Primera y de Segunda División.

## Sistema de competición

### Participantes
Participan 32 equipos: los 10 de Liga Primera y los 22 de Segunda División.

### Rondas eliminatorias
Se disputan las eliminatorias a doble partido (dieciseisavos, octavos, cuartos, semifinales y final).

## Participantes
Participan los diez equipos de Liga Primera y 22 de Segunda División.
Se muestran en negrita los equipos que aún permanecen en la competición.
| 1.ª División | 2.ª División |
| --- | --- |
| Managua FC Real Estelí FC CD Walter Ferretti Real Madriz FC Diriangén FC Juventus FC ART Jalapa Chinandega FC CD Ocotal UNAN FC | Deportivo Masaya El Viejo FC CD Las Sabanas Real Xolotlán FC San Marcos América JDE Niquinohomo FC FC Gutiérrez Salvador Dubois Metrostar CD Junior FC Bravos Primavera Lianziur Rivas Wiwilí FC CS Municipal FC Estelí Chichigalpa FC Atlético Somotillo Sapoá Cárdenas FC Matagalpa FC FC Brumas Génesis Rivas |

## Calendario
| Ronda                  | Fechas                   | Eliminatorias | Clubes  |
| ---------------------- | ------------------------ | ------------- | ------- |
| Dieciseisavos de final | 27 de febrero de 2019    | 16            | 32 → 16 |
| Dieciseisavos de final | 27 de marzo de 2019      | 16            | 32 → 16 |
| Octavos de final       | 24 de abril de 2019      | 8             | 16 → 8  |
| Octavos de final       | 24 de julio de 2019      | 8             | 16 → 8  |
| Cuartos de final       | 14 de agosto de 2019     | 4             | 8 → 4   |
| Cuartos de final       | 11 de septiembre de 2019 | 4             | 8 → 4   |
| Semifinales            | 30 de octubre de 2019    | 2             | 4 → 2   |
| Semifinales            | 6 de noviembre de 2019   | 2             | 4 → 2   |
| Final                  | 20 de noviembre de 2019  | 1             | 2 → 1   |
| Final                  | 11 de diciembre de 2019  | 1             | 2 → 1   |

## Cuadro Final
|  | Dieciseisavos de final                                             | Dieciseisavos de final                                             | Dieciseisavos de final                                             | Dieciseisavos de final                                             |   |                    | Octavos de final                                                 | Octavos de final                                                 | Octavos de final                                                 | Octavos de final                                                 |  |                | Cuartos de final                                             | Cuartos de final                                             | Cuartos de final                                             | Cuartos de final                                             |  |             | Semifinales                                                 | Semifinales                                                 | Semifinales                                                 | Semifinales                                                 |  |                 | Final                                                          | Final                                                          | Final                                                          | Final                                                          |  |
|  | 27 y 28 de febrero de 2019 (Ida) 27 y 28 de marzo de 2019 (Vuelta) | 27 y 28 de febrero de 2019 (Ida) 27 y 28 de marzo de 2019 (Vuelta) | 27 y 28 de febrero de 2019 (Ida) 27 y 28 de marzo de 2019 (Vuelta) | 27 y 28 de febrero de 2019 (Ida) 27 y 28 de marzo de 2019 (Vuelta) |   |                    | 24 y 25 de abril de 2019 (Ida) 24 y 31 de julio de 2019 (Vuelta) | 24 y 25 de abril de 2019 (Ida) 24 y 31 de julio de 2019 (Vuelta) | 24 y 25 de abril de 2019 (Ida) 24 y 31 de julio de 2019 (Vuelta) | 24 y 25 de abril de 2019 (Ida) 24 y 31 de julio de 2019 (Vuelta) |  |                | 14 de agosto de 2019 (Ida) 11 de septiembre de 2019 (Vuelta) | 14 de agosto de 2019 (Ida) 11 de septiembre de 2019 (Vuelta) | 14 de agosto de 2019 (Ida) 11 de septiembre de 2019 (Vuelta) | 14 de agosto de 2019 (Ida) 11 de septiembre de 2019 (Vuelta) |  |             | 30 de octubre de 2019 (Ida) 6 de noviembre de 2019 (Vuelta) | 30 de octubre de 2019 (Ida) 6 de noviembre de 2019 (Vuelta) | 30 de octubre de 2019 (Ida) 6 de noviembre de 2019 (Vuelta) | 30 de octubre de 2019 (Ida) 6 de noviembre de 2019 (Vuelta) |  |                 | 20 de noviembre de 2019 (Ida) 11 de diciembre de 2019 (Vuelta) | 20 de noviembre de 2019 (Ida) 11 de diciembre de 2019 (Vuelta) | 20 de noviembre de 2019 (Ida) 11 de diciembre de 2019 (Vuelta) | 20 de noviembre de 2019 (Ida) 11 de diciembre de 2019 (Vuelta) |  |
|  |                                                                    |                                                                    |                                                                    |                                                                    |   |                    |                                                                  |                                                                  |                                                                  |                                                                  |  |                |                                                              |                                                              |                                                              |                                                              |  |             |                                                             |                                                             |                                                             |                                                             |  |                 |                                                                |                                                                |                                                                |                                                                |  |
|  |                                                                    |                                                                    |                                                                    |                                                                    |   |                    |                                                                  |                                                                  |                                                                  |                                                                  |  |                |                                                              |                                                              |                                                              |                                                              |  |             |                                                             |                                                             |                                                             |                                                             |  |                 |                                                                |                                                                |                                                                |                                                                |  |
|  | Managua FC                                                         | Managua FC                                                         | 2                                                                  | 3                                                                  |   |                    |                                                                  |                                                                  |                                                                  |                                                                  |  |                |                                                              |                                                              |                                                              |                                                              |  |             |                                                             |                                                             |                                                             |                                                             |  |                 |                                                                |                                                                |                                                                |                                                                |  |
|  | Managua FC                                                         | Managua FC                                                         | 2                                                                  | 3                                                                  |   |                    |                                                                  |                                                                  |                                                                  |                                                                  |  |                |                                                              |                                                              |                                                              |                                                              |  |             |                                                             |                                                             |                                                             |                                                             |  |                 |                                                                |                                                                |                                                                |                                                                |  |
|  | Deportivo Masaya                                                   | Deportivo Masaya                                                   | 2                                                                  | 1                                                                  |   |                    |                                                                  |                                                                  |                                                                  |                                                                  |  |                |                                                              |                                                              |                                                              |                                                              |  |             |                                                             |                                                             |                                                             |                                                             |  |                 |                                                                |                                                                |                                                                |                                                                |  |
|  | Deportivo Masaya                                                   | Deportivo Masaya                                                   | 2                                                                  | 1                                                                  |   | Managua FC         | Managua FC                                                       | 4                                                                | 0                                                                |                                                                  |  |                |                                                              |                                                              |                                                              |                                                              |  |             |                                                             |                                                             |                                                             |                                                             |  |                 |                                                                |                                                                |                                                                |                                                                |  |
|  |                                                                    |                                                                    |                                                                    |                                                                    |   | Managua FC         | Managua FC                                                       | 4                                                                | 0                                                                |                                                                  |  |                |                                                              |                                                              |                                                              |                                                              |  |             |                                                             |                                                             |                                                             |                                                             |  |                 |                                                                |                                                                |                                                                |                                                                |  |
|  |                                                                    |                                                                    | CD Las Sabanas                                                     | CD Las Sabanas                                                     | 0 | 1                  |                                                                  |                                                                  |                                                                  |                                                                  |  |                |                                                              |                                                              |                                                              |                                                              |  |             |                                                             |                                                             |                                                             |                                                             |  |                 |                                                                |                                                                |                                                                |                                                                |  |
|  | El Viejo FC                                                        | El Viejo FC                                                        | CD Las Sabanas                                                     | CD Las Sabanas                                                     | 0 | 1                  | 0                                                                | 1                                                                |                                                                  |                                                                  |  |                |                                                              |                                                              |                                                              |                                                              |  |             |                                                             |                                                             |                                                             |                                                             |  |                 |                                                                |                                                                |                                                                |                                                                |  |
|  | El Viejo FC                                                        | El Viejo FC                                                        |                                                                    |                                                                    |   |                    |                                                                  |                                                                  |                                                                  |                                                                  |  |                |                                                              |                                                              |                                                              |                                                              |  |             |                                                             |                                                             |                                                             |                                                             |  |                 |                                                                |                                                                |                                                                |                                                                |  |
|  | CD Las Sabanas                                                     | CD Las Sabanas                                                     | 3                                                                  | 4                                                                  |   |                    |                                                                  |                                                                  |                                                                  |                                                                  |  |                |                                                              |                                                              |                                                              |                                                              |  |             |                                                             |                                                             |                                                             |                                                             |  |                 |                                                                |                                                                |                                                                |                                                                |  |
|  | CD Las Sabanas                                                     | CD Las Sabanas                                                     | 3                                                                  | 4                                                                  |   |                    |                                                                  |                                                                  |                                                                  |                                                                  |  | Managua FC     | Managua FC                                                   | 3                                                            | 2                                                            |                                                              |  |             |                                                             |                                                             |                                                             |                                                             |  |                 |                                                                |                                                                |                                                                |                                                                |  |
|  |                                                                    |                                                                    |                                                                    |                                                                    |   |                    |                                                                  |                                                                  |                                                                  |                                                                  |  | Managua FC     | Managua FC                                                   | 3                                                            | 2                                                            |                                                              |  |             |                                                             |                                                             |                                                             |                                                             |  |                 |                                                                |                                                                |                                                                |                                                                |  |
|  |                                                                    |                                                                    | Real Madriz FC                                                     | Real Madriz FC                                                     | 0 | 0                  |                                                                  |                                                                  |                                                                  |                                                                  |  |                |                                                              |                                                              |                                                              |                                                              |  |             |                                                             |                                                             |                                                             |                                                             |  |                 |                                                                |                                                                |                                                                |                                                                |  |
|  | Real Madriz FC                                                     | Real Madriz FC                                                     | Real Madriz FC                                                     | Real Madriz FC                                                     | 0 | 0                  | 0                                                                | 3                                                                |                                                                  |                                                                  |  |                |                                                              |                                                              |                                                              |                                                              |  |             |                                                             |                                                             |                                                             |                                                             |  |                 |                                                                |                                                                |                                                                |                                                                |  |
|  | Real Madriz FC                                                     | Real Madriz FC                                                     |                                                                    |                                                                    |   |                    |                                                                  |                                                                  |                                                                  |                                                                  |  |                |                                                              |                                                              |                                                              |                                                              |  |             |                                                             |                                                             |                                                             |                                                             |  |                 |                                                                |                                                                |                                                                |                                                                |  |
|  | Real Xolotlán                                                      | Real Xolotlán                                                      | 1                                                                  | 1                                                                  |   |                    |                                                                  |                                                                  |                                                                  |                                                                  |  |                |                                                              |                                                              |                                                              |                                                              |  |             |                                                             |                                                             |                                                             |                                                             |  |                 |                                                                |                                                                |                                                                |                                                                |  |
|  | Real Xolotlán                                                      | Real Xolotlán                                                      | 1                                                                  | 1                                                                  |   | Real Madriz FC     | Real Madriz FC                                                   | 3                                                                | 4                                                                |                                                                  |  |                |                                                              |                                                              |                                                              |                                                              |  |             |                                                             |                                                             |                                                             |                                                             |  |                 |                                                                |                                                                |                                                                |                                                                |  |
|  |                                                                    |                                                                    |                                                                    |                                                                    |   | Real Madriz FC     | Real Madriz FC                                                   | 3                                                                | 4                                                                |                                                                  |  |                |                                                              |                                                              |                                                              |                                                              |  |             |                                                             |                                                             |                                                             |                                                             |  |                 |                                                                |                                                                |                                                                |                                                                |  |
|  |                                                                    |                                                                    | FC San Marcos                                                      | FC San Marcos                                                      | 0 | 1                  |                                                                  |                                                                  |                                                                  |                                                                  |  |                |                                                              |                                                              |                                                              |                                                              |  |             |                                                             |                                                             |                                                             |                                                             |  |                 |                                                                |                                                                |                                                                |                                                                |  |
|  | FC San Marcos                                                      | FC San Marcos                                                      | FC San Marcos                                                      | FC San Marcos                                                      | 0 | 1                  | 2                                                                | 2                                                                |                                                                  |                                                                  |  |                |                                                              |                                                              |                                                              |                                                              |  |             |                                                             |                                                             |                                                             |                                                             |  |                 |                                                                |                                                                |                                                                |                                                                |  |
|  | FC San Marcos                                                      | FC San Marcos                                                      |                                                                    |                                                                    |   |                    |                                                                  |                                                                  |                                                                  |                                                                  |  |                |                                                              |                                                              |                                                              |                                                              |  |             |                                                             |                                                             |                                                             |                                                             |  |                 |                                                                |                                                                |                                                                |                                                                |  |
|  | América JDE                                                        | América JDE                                                        | 0                                                                  | 0                                                                  |   |                    |                                                                  |                                                                  |                                                                  |                                                                  |  |                |                                                              |                                                              |                                                              |                                                              |  |             |                                                             |                                                             |                                                             |                                                             |  |                 |                                                                |                                                                |                                                                |                                                                |  |
|  | América JDE                                                        | América JDE                                                        | 0                                                                  | 0                                                                  |   |                    |                                                                  |                                                                  |                                                                  |                                                                  |  |                |                                                              |                                                              |                                                              |                                                              |  | Managua FC  | Managua FC                                                  | 4                                                           | 3                                                           |                                                             |  |                 |                                                                |                                                                |                                                                |                                                                |  |
|  |                                                                    |                                                                    |                                                                    |                                                                    |   |                    |                                                                  |                                                                  |                                                                  |                                                                  |  |                |                                                              |                                                              |                                                              |                                                              |  | Managua FC  | Managua FC                                                  | 4                                                           | 3                                                           |                                                             |  |                 |                                                                |                                                                |                                                                |                                                                |  |
|  |                                                                    |                                                                    | CD Walter Ferretti                                                 | CD Walter Ferretti                                                 | 0 | 0                  |                                                                  |                                                                  |                                                                  |                                                                  |  |                |                                                              |                                                              |                                                              |                                                              |  |             |                                                             |                                                             |                                                             |                                                             |  |                 |                                                                |                                                                |                                                                |                                                                |  |
|  | UNAN FC                                                            | UNAN FC                                                            | CD Walter Ferretti                                                 | CD Walter Ferretti                                                 | 0 | 0                  | 3                                                                | 10                                                               |                                                                  |                                                                  |  |                |                                                              |                                                              |                                                              |                                                              |  |             |                                                             |                                                             |                                                             |                                                             |  |                 |                                                                |                                                                |                                                                |                                                                |  |
|  | UNAN FC                                                            | UNAN FC                                                            |                                                                    |                                                                    |   |                    |                                                                  |                                                                  |                                                                  |                                                                  |  |                |                                                              |                                                              |                                                              |                                                              |  |             |                                                             |                                                             |                                                             |                                                             |  |                 |                                                                |                                                                |                                                                |                                                                |  |
|  | Niquinohomo FC                                                     | Niquinohomo FC                                                     | 0                                                                  | 1                                                                  |   |                    |                                                                  |                                                                  |                                                                  |                                                                  |  |                |                                                              |                                                              |                                                              |                                                              |  |             |                                                             |                                                             |                                                             |                                                             |  |                 |                                                                |                                                                |                                                                |                                                                |  |
|  | Niquinohomo FC                                                     | Niquinohomo FC                                                     | 0                                                                  | 1                                                                  |   | UNAN FC            | UNAN FC                                                          | 3                                                                | 0                                                                |                                                                  |  |                |                                                              |                                                              |                                                              |                                                              |  |             |                                                             |                                                             |                                                             |                                                             |  |                 |                                                                |                                                                |                                                                |                                                                |  |
|  |                                                                    |                                                                    |                                                                    |                                                                    |   | UNAN FC            | UNAN FC                                                          | 3                                                                | 0                                                                |                                                                  |  |                |                                                              |                                                              |                                                              |                                                              |  |             |                                                             |                                                             |                                                             |                                                             |  |                 |                                                                |                                                                |                                                                |                                                                |  |
|  |                                                                    |                                                                    | FC Gutiérrez                                                       | FC Gutiérrez                                                       | 0 | 0                  |                                                                  |                                                                  |                                                                  |                                                                  |  |                |                                                              |                                                              |                                                              |                                                              |  |             |                                                             |                                                             |                                                             |                                                             |  |                 |                                                                |                                                                |                                                                |                                                                |  |
|  | FC Gutiérrez                                                       | FC Gutiérrez                                                       | FC Gutiérrez                                                       | FC Gutiérrez                                                       | 0 | 0                  | 0                                                                | 6                                                                |                                                                  |                                                                  |  |                |                                                              |                                                              |                                                              |                                                              |  |             |                                                             |                                                             |                                                             |                                                             |  |                 |                                                                |                                                                |                                                                |                                                                |  |
|  | FC Gutiérrez                                                       | FC Gutiérrez                                                       |                                                                    |                                                                    |   |                    |                                                                  |                                                                  |                                                                  |                                                                  |  |                |                                                              |                                                              |                                                              |                                                              |  |             |                                                             |                                                             |                                                             |                                                             |  |                 |                                                                |                                                                |                                                                |                                                                |  |
|  | FC Brumas                                                          | FC Brumas                                                          | 0                                                                  | 3                                                                  |   |                    |                                                                  |                                                                  |                                                                  |                                                                  |  |                |                                                              |                                                              |                                                              |                                                              |  |             |                                                             |                                                             |                                                             |                                                             |  |                 |                                                                |                                                                |                                                                |                                                                |  |
|  | FC Brumas                                                          | FC Brumas                                                          | 0                                                                  | 3                                                                  |   |                    |                                                                  |                                                                  |                                                                  |                                                                  |  | UNAN FC        | UNAN FC                                                      | 1                                                            | 2                                                            |                                                              |  |             |                                                             |                                                             |                                                             |                                                             |  |                 |                                                                |                                                                |                                                                |                                                                |  |
|  |                                                                    |                                                                    |                                                                    |                                                                    |   |                    |                                                                  |                                                                  |                                                                  |                                                                  |  | UNAN FC        | UNAN FC                                                      | 1                                                            | 2                                                            |                                                              |  |             |                                                             |                                                             |                                                             |                                                             |  |                 |                                                                |                                                                |                                                                |                                                                |  |
|  |                                                                    |                                                                    | CD Walter Ferretti                                                 | CD Walter Ferretti                                                 | 1 | 4                  |                                                                  |                                                                  |                                                                  |                                                                  |  |                |                                                              |                                                              |                                                              |                                                              |  |             |                                                             |                                                             |                                                             |                                                             |  |                 |                                                                |                                                                |                                                                |                                                                |  |
|  | CD Walter Ferretti                                                 | CD Walter Ferretti                                                 | CD Walter Ferretti                                                 | CD Walter Ferretti                                                 | 1 | 4                  | 4                                                                | 6                                                                |                                                                  |                                                                  |  |                |                                                              |                                                              |                                                              |                                                              |  |             |                                                             |                                                             |                                                             |                                                             |  |                 |                                                                |                                                                |                                                                |                                                                |  |
|  | CD Walter Ferretti                                                 | CD Walter Ferretti                                                 |                                                                    |                                                                    |   |                    |                                                                  |                                                                  |                                                                  |                                                                  |  |                |                                                              |                                                              |                                                              |                                                              |  |             |                                                             |                                                             |                                                             |                                                             |  |                 |                                                                |                                                                |                                                                |                                                                |  |
|  | Salvador Dubois                                                    | Salvador Dubois                                                    | 0                                                                  | 1                                                                  |   |                    |                                                                  |                                                                  |                                                                  |                                                                  |  |                |                                                              |                                                              |                                                              |                                                              |  |             |                                                             |                                                             |                                                             |                                                             |  |                 |                                                                |                                                                |                                                                |                                                                |  |
|  | Salvador Dubois                                                    | Salvador Dubois                                                    | 0                                                                  | 1                                                                  |   | CD Walter Ferretti | CD Walter Ferretti                                               | 3                                                                | 6                                                                |                                                                  |  |                |                                                              |                                                              |                                                              |                                                              |  |             |                                                             |                                                             |                                                             |                                                             |  |                 |                                                                |                                                                |                                                                |                                                                |  |
|  |                                                                    |                                                                    |                                                                    |                                                                    |   | CD Walter Ferretti | CD Walter Ferretti                                               | 3                                                                | 6                                                                |                                                                  |  |                |                                                              |                                                              |                                                              |                                                              |  |             |                                                             |                                                             |                                                             |                                                             |  |                 |                                                                |                                                                |                                                                |                                                                |  |
|  |                                                                    |                                                                    | Chinandega FC                                                      | Chinandega FC                                                      | 1 | 2                  |                                                                  |                                                                  |                                                                  |                                                                  |  |                |                                                              |                                                              |                                                              |                                                              |  |             |                                                             |                                                             |                                                             |                                                             |  |                 |                                                                |                                                                |                                                                |                                                                |  |
|  | Chinandega FC                                                      | Chinandega FC                                                      | Chinandega FC                                                      | Chinandega FC                                                      | 1 | 2                  | 1                                                                | 2                                                                |                                                                  |                                                                  |  |                |                                                              |                                                              |                                                              |                                                              |  |             |                                                             |                                                             |                                                             |                                                             |  |                 |                                                                |                                                                |                                                                |                                                                |  |
|  | Chinandega FC                                                      | Chinandega FC                                                      |                                                                    |                                                                    |   |                    |                                                                  |                                                                  |                                                                  |                                                                  |  |                |                                                              |                                                              |                                                              |                                                              |  |             |                                                             |                                                             |                                                             |                                                             |  |                 |                                                                |                                                                |                                                                |                                                                |  |
|  | Metrostar                                                          | Metrostar                                                          | 0                                                                  | 1                                                                  |   |                    |                                                                  |                                                                  |                                                                  |                                                                  |  |                |                                                              |                                                              |                                                              |                                                              |  |             |                                                             |                                                             |                                                             |                                                             |  |                 |                                                                |                                                                |                                                                |                                                                |  |
|  | Metrostar                                                          | Metrostar                                                          | 0                                                                  | 1                                                                  |   |                    |                                                                  |                                                                  |                                                                  |                                                                  |  |                |                                                              |                                                              |                                                              |                                                              |  |             |                                                             |                                                             |                                                             |                                                             |  | Managua FC (p.) | Managua FC (p.)                                                | 0                                                              | 0 (4)                                                          |                                                                |  |
|  |                                                                    |                                                                    |                                                                    |                                                                    |   |                    |                                                                  |                                                                  |                                                                  |                                                                  |  |                |                                                              |                                                              |                                                              |                                                              |  |             |                                                             |                                                             |                                                             |                                                             |  | Managua FC (p.) | Managua FC (p.)                                                | 0                                                              | 0 (4)                                                          |                                                                |  |
|  |                                                                    |                                                                    | Diriangén FC                                                       | Diriangén FC                                                       | 0 | 0 (3)              |                                                                  |                                                                  |                                                                  |                                                                  |  |                |                                                              |                                                              |                                                              |                                                              |  |             |                                                             |                                                             |                                                             |                                                             |  |                 |                                                                |                                                                |                                                                |                                                                |  |
|  | Real Estelí FC                                                     | Real Estelí FC                                                     | Diriangén FC                                                       | Diriangén FC                                                       | 0 | 0 (3)              | 0                                                                | 6                                                                |                                                                  |                                                                  |  |                |                                                              |                                                              |                                                              |                                                              |  |             |                                                             |                                                             |                                                             |                                                             |  |                 |                                                                |                                                                |                                                                |                                                                |  |
|  | Real Estelí FC                                                     | Real Estelí FC                                                     |                                                                    |                                                                    |   |                    |                                                                  |                                                                  |                                                                  |                                                                  |  |                |                                                              |                                                              |                                                              |                                                              |  |             |                                                             |                                                             |                                                             |                                                             |  |                 |                                                                |                                                                |                                                                |                                                                |  |
|  | CD Junior                                                          | CD Junior                                                          | 2                                                                  | 0                                                                  |   |                    |                                                                  |                                                                  |                                                                  |                                                                  |  |                |                                                              |                                                              |                                                              |                                                              |  |             |                                                             |                                                             |                                                             |                                                             |  |                 |                                                                |                                                                |                                                                |                                                                |  |
|  | CD Junior                                                          | CD Junior                                                          | 2                                                                  | 0                                                                  |   | Real Estelí FC     | Real Estelí FC                                                   | 3                                                                | 4                                                                |                                                                  |  |                |                                                              |                                                              |                                                              |                                                              |  |             |                                                             |                                                             |                                                             |                                                             |  |                 |                                                                |                                                                |                                                                |                                                                |  |
|  |                                                                    |                                                                    |                                                                    |                                                                    |   | Real Estelí FC     | Real Estelí FC                                                   | 3                                                                | 4                                                                |                                                                  |  |                |                                                              |                                                              |                                                              |                                                              |  |             |                                                             |                                                             |                                                             |                                                             |  |                 |                                                                |                                                                |                                                                |                                                                |  |
|  |                                                                    |                                                                    | Lianziur Rivas                                                     | Lianziur Rivas                                                     | 1 | 3                  |                                                                  |                                                                  |                                                                  |                                                                  |  |                |                                                              |                                                              |                                                              |                                                              |  |             |                                                             |                                                             |                                                             |                                                             |  |                 |                                                                |                                                                |                                                                |                                                                |  |
|  | FC Bravos Primavera                                                | FC Bravos Primavera                                                | Lianziur Rivas                                                     | Lianziur Rivas                                                     | 1 | 3                  | 2                                                                | 3                                                                |                                                                  |                                                                  |  |                |                                                              |                                                              |                                                              |                                                              |  |             |                                                             |                                                             |                                                             |                                                             |  |                 |                                                                |                                                                |                                                                |                                                                |  |
|  | FC Bravos Primavera                                                | FC Bravos Primavera                                                |                                                                    |                                                                    |   |                    |                                                                  |                                                                  |                                                                  |                                                                  |  |                |                                                              |                                                              |                                                              |                                                              |  |             |                                                             |                                                             |                                                             |                                                             |  |                 |                                                                |                                                                |                                                                |                                                                |  |
|  | Lianziur Rivas                                                     | Lianziur Rivas                                                     | 3                                                                  | 6                                                                  |   |                    |                                                                  |                                                                  |                                                                  |                                                                  |  |                |                                                              |                                                              |                                                              |                                                              |  |             |                                                             |                                                             |                                                             |                                                             |  |                 |                                                                |                                                                |                                                                |                                                                |  |
|  | Lianziur Rivas                                                     | Lianziur Rivas                                                     | 3                                                                  | 6                                                                  |   |                    |                                                                  |                                                                  |                                                                  |                                                                  |  | Real Estelí FC | Real Estelí FC                                               | 2                                                            | 1                                                            |                                                              |  |             |                                                             |                                                             |                                                             |                                                             |  |                 |                                                                |                                                                |                                                                |                                                                |  |
|  |                                                                    |                                                                    |                                                                    |                                                                    |   |                    |                                                                  |                                                                  |                                                                  |                                                                  |  | Real Estelí FC | Real Estelí FC                                               | 2                                                            | 1                                                            |                                                              |  |             |                                                             |                                                             |                                                             |                                                             |  |                 |                                                                |                                                                |                                                                |                                                                |  |
|  |                                                                    |                                                                    | Juventus FC (v.)                                                   | Juventus FC (v.)                                                   | 3 | 0                  |                                                                  |                                                                  |                                                                  |                                                                  |  |                |                                                              |                                                              |                                                              |                                                              |  |             |                                                             |                                                             |                                                             |                                                             |  |                 |                                                                |                                                                |                                                                |                                                                |  |
|  | Juventus FC                                                        | Juventus FC                                                        | Juventus FC (v.)                                                   | Juventus FC (v.)                                                   | 3 | 0                  | 0                                                                | 9                                                                |                                                                  |                                                                  |  |                |                                                              |                                                              |                                                              |                                                              |  |             |                                                             |                                                             |                                                             |                                                             |  |                 |                                                                |                                                                |                                                                |                                                                |  |
|  | Juventus FC                                                        | Juventus FC                                                        |                                                                    |                                                                    |   |                    |                                                                  |                                                                  |                                                                  |                                                                  |  |                |                                                              |                                                              |                                                              |                                                              |  |             |                                                             |                                                             |                                                             |                                                             |  |                 |                                                                |                                                                |                                                                |                                                                |  |
|  | Wiwilí FC                                                          | Wiwilí FC                                                          | 0                                                                  | 0                                                                  |   |                    |                                                                  |                                                                  |                                                                  |                                                                  |  |                |                                                              |                                                              |                                                              |                                                              |  |             |                                                             |                                                             |                                                             |                                                             |  |                 |                                                                |                                                                |                                                                |                                                                |  |
|  | Wiwilí FC                                                          | Wiwilí FC                                                          | 0                                                                  | 0                                                                  |   | Juventus FC        | Juventus FC                                                      | 7                                                                | 7                                                                |                                                                  |  |                |                                                              |                                                              |                                                              |                                                              |  |             |                                                             |                                                             |                                                             |                                                             |  |                 |                                                                |                                                                |                                                                |                                                                |  |
|  |                                                                    |                                                                    |                                                                    |                                                                    |   | Juventus FC        | Juventus FC                                                      | 7                                                                | 7                                                                |                                                                  |  |                |                                                              |                                                              |                                                              |                                                              |  |             |                                                             |                                                             |                                                             |                                                             |  |                 |                                                                |                                                                |                                                                |                                                                |  |
|  |                                                                    |                                                                    | FC Estelí                                                          | FC Estelí                                                          | 0 | 3                  |                                                                  |                                                                  |                                                                  |                                                                  |  |                |                                                              |                                                              |                                                              |                                                              |  |             |                                                             |                                                             |                                                             |                                                             |  |                 |                                                                |                                                                |                                                                |                                                                |  |
|  | CS Municipal                                                       | CS Municipal                                                       | FC Estelí                                                          | FC Estelí                                                          | 0 | 3                  | 1                                                                | 3                                                                |                                                                  |                                                                  |  |                |                                                              |                                                              |                                                              |                                                              |  |             |                                                             |                                                             |                                                             |                                                             |  |                 |                                                                |                                                                |                                                                |                                                                |  |
|  | CS Municipal                                                       | CS Municipal                                                       |                                                                    |                                                                    |   |                    |                                                                  |                                                                  |                                                                  |                                                                  |  |                |                                                              |                                                              |                                                              |                                                              |  |             |                                                             |                                                             |                                                             |                                                             |  |                 |                                                                |                                                                |                                                                |                                                                |  |
|  | FC Estelí                                                          | FC Estelí                                                          | 3                                                                  | 2                                                                  |   |                    |                                                                  |                                                                  |                                                                  |                                                                  |  |                |                                                              |                                                              |                                                              |                                                              |  |             |                                                             |                                                             |                                                             |                                                             |  |                 |                                                                |                                                                |                                                                |                                                                |  |
|  | FC Estelí                                                          | FC Estelí                                                          | 3                                                                  | 2                                                                  |   |                    |                                                                  |                                                                  |                                                                  |                                                                  |  |                |                                                              |                                                              |                                                              |                                                              |  | Juventus FC | Juventus FC                                                 | 1                                                           | 0                                                           |                                                             |  |                 |                                                                |                                                                |                                                                |                                                                |  |
|  |                                                                    |                                                                    |                                                                    |                                                                    |   |                    |                                                                  |                                                                  |                                                                  |                                                                  |  |                |                                                              |                                                              |                                                              |                                                              |  | Juventus FC | Juventus FC                                                 | 1                                                           | 0                                                           |                                                             |  |                 |                                                                |                                                                |                                                                |                                                                |  |
|  |                                                                    |                                                                    | Diriangén FC                                                       | Diriangén FC                                                       | 1 | 2                  |                                                                  |                                                                  |                                                                  |                                                                  |  |                |                                                              |                                                              |                                                              |                                                              |  |             |                                                             |                                                             |                                                             |                                                             |  |                 |                                                                |                                                                |                                                                |                                                                |  |
|  | Diriangén FC                                                       | Diriangén FC                                                       | Diriangén FC                                                       | Diriangén FC                                                       | 1 | 2                  | 2                                                                | 7                                                                |                                                                  |                                                                  |  |                |                                                              |                                                              |                                                              |                                                              |  |             |                                                             |                                                             |                                                             |                                                             |  |                 |                                                                |                                                                |                                                                |                                                                |  |
|  | Diriangén FC                                                       | Diriangén FC                                                       |                                                                    |                                                                    |   |                    |                                                                  |                                                                  |                                                                  |                                                                  |  |                |                                                              |                                                              |                                                              |                                                              |  |             |                                                             |                                                             |                                                             |                                                             |  |                 |                                                                |                                                                |                                                                |                                                                |  |
|  | Chichigalpa FC                                                     | Chichigalpa FC                                                     | 1                                                                  | 0                                                                  |   |                    |                                                                  |                                                                  |                                                                  |                                                                  |  |                |                                                              |                                                              |                                                              |                                                              |  |             |                                                             |                                                             |                                                             |                                                             |  |                 |                                                                |                                                                |                                                                |                                                                |  |
|  | Chichigalpa FC                                                     | Chichigalpa FC                                                     | 1                                                                  | 0                                                                  |   | Diriangén FC       | Diriangén FC                                                     | 1                                                                | 3                                                                |                                                                  |  |                |                                                              |                                                              |                                                              |                                                              |  |             |                                                             |                                                             |                                                             |                                                             |  |                 |                                                                |                                                                |                                                                |                                                                |  |
|  |                                                                    |                                                                    |                                                                    |                                                                    |   | Diriangén FC       | Diriangén FC                                                     | 1                                                                | 3                                                                |                                                                  |  |                |                                                              |                                                              |                                                              |                                                              |  |             |                                                             |                                                             |                                                             |                                                             |  |                 |                                                                |                                                                |                                                                |                                                                |  |
|  |                                                                    |                                                                    | Atlético Somotillo                                                 | Atlético Somotillo                                                 | 0 | 1                  |                                                                  |                                                                  |                                                                  |                                                                  |  |                |                                                              |                                                              |                                                              |                                                              |  |             |                                                             |                                                             |                                                             |                                                             |  |                 |                                                                |                                                                |                                                                |                                                                |  |
|  | Atlético Somotillo                                                 | Atlético Somotillo                                                 | Atlético Somotillo                                                 | Atlético Somotillo                                                 | 0 | 1                  | 3                                                                | 6                                                                |                                                                  |                                                                  |  |                |                                                              |                                                              |                                                              |                                                              |  |             |                                                             |                                                             |                                                             |                                                             |  |                 |                                                                |                                                                |                                                                |                                                                |  |
|  | Atlético Somotillo                                                 | Atlético Somotillo                                                 |                                                                    |                                                                    |   |                    |                                                                  |                                                                  |                                                                  |                                                                  |  |                |                                                              |                                                              |                                                              |                                                              |  |             |                                                             |                                                             |                                                             |                                                             |  |                 |                                                                |                                                                |                                                                |                                                                |  |
|  | Sapoá Cárdenas FC                                                  | Sapoá Cárdenas FC                                                  | 0                                                                  | 0                                                                  |   |                    |                                                                  |                                                                  |                                                                  |                                                                  |  |                |                                                              |                                                              |                                                              |                                                              |  |             |                                                             |                                                             |                                                             |                                                             |  |                 |                                                                |                                                                |                                                                |                                                                |  |
|  | Sapoá Cárdenas FC                                                  | Sapoá Cárdenas FC                                                  | 0                                                                  | 0                                                                  |   |                    |                                                                  |                                                                  |                                                                  |                                                                  |  | Diriangén FC   | Diriangén FC                                                 | 1                                                            | 0                                                            |                                                              |  |             |                                                             |                                                             |                                                             |                                                             |  |                 |                                                                |                                                                |                                                                |                                                                |  |
|  |                                                                    |                                                                    |                                                                    |                                                                    |   |                    |                                                                  |                                                                  |                                                                  |                                                                  |  | Diriangén FC   | Diriangén FC                                                 | 1                                                            | 0                                                            |                                                              |  |             |                                                             |                                                             |                                                             |                                                             |  |                 |                                                                |                                                                |                                                                |                                                                |  |
|  |                                                                    |                                                                    | CD Ocotal                                                          | CD Ocotal                                                          | 0 | 0                  |                                                                  |                                                                  |                                                                  |                                                                  |  |                |                                                              |                                                              |                                                              |                                                              |  |             |                                                             |                                                             |                                                             |                                                             |  |                 |                                                                |                                                                |                                                                |                                                                |  |
|  | ART Jalapa                                                         | ART Jalapa                                                         | CD Ocotal                                                          | CD Ocotal                                                          | 0 | 0                  | 1                                                                | 3                                                                |                                                                  |                                                                  |  |                |                                                              |                                                              |                                                              |                                                              |  |             |                                                             |                                                             |                                                             |                                                             |  |                 |                                                                |                                                                |                                                                |                                                                |  |
|  | ART Jalapa                                                         | ART Jalapa                                                         |                                                                    |                                                                    |   |                    |                                                                  |                                                                  |                                                                  |                                                                  |  |                |                                                              |                                                              |                                                              |                                                              |  |             |                                                             |                                                             |                                                             |                                                             |  |                 |                                                                |                                                                |                                                                |                                                                |  |
|  | Matagalpa FC                                                       | Matagalpa FC                                                       | 1                                                                  | 2                                                                  |   |                    |                                                                  |                                                                  |                                                                  |                                                                  |  |                |                                                              |                                                              |                                                              |                                                              |  |             |                                                             |                                                             |                                                             |                                                             |  |                 |                                                                |                                                                |                                                                |                                                                |  |
|  | Matagalpa FC                                                       | Matagalpa FC                                                       | 1                                                                  | 2                                                                  |   | ART Jalapa         | ART Jalapa                                                       | 0                                                                | 2                                                                |                                                                  |  |                |                                                              |                                                              |                                                              |                                                              |  |             |                                                             |                                                             |                                                             |                                                             |  |                 |                                                                |                                                                |                                                                |                                                                |  |
|  |                                                                    |                                                                    |                                                                    |                                                                    |   | ART Jalapa         | ART Jalapa                                                       | 0                                                                | 2                                                                |                                                                  |  |                |                                                              |                                                              |                                                              |                                                              |  |             |                                                             |                                                             |                                                             |                                                             |  |                 |                                                                |                                                                |                                                                |                                                                |  |
|  |                                                                    |                                                                    | CD Ocotal                                                          | CD Ocotal                                                          | 1 | 4                  |                                                                  |                                                                  |                                                                  |                                                                  |  |                |                                                              |                                                              |                                                              |                                                              |  |             |                                                             |                                                             |                                                             |                                                             |  |                 |                                                                |                                                                |                                                                |                                                                |  |
|  | CD Ocotal                                                          | CD Ocotal                                                          | CD Ocotal                                                          | CD Ocotal                                                          | 1 | 4                  | 5                                                                | 9                                                                |                                                                  |                                                                  |  |                |                                                              |                                                              |                                                              |                                                              |  |             |                                                             |                                                             |                                                             |                                                             |  |                 |                                                                |                                                                |                                                                |                                                                |  |
|  | CD Ocotal                                                          | CD Ocotal                                                          |                                                                    |                                                                    |   |                    |                                                                  |                                                                  |                                                                  |                                                                  |  |                |                                                              |                                                              |                                                              |                                                              |  |             |                                                             |                                                             |                                                             |                                                             |  |                 |                                                                |                                                                |                                                                |                                                                |  |
|  | Génesis Rivas                                                      | Génesis Rivas                                                      | 2                                                                  | 0                                                                  |   |                    |                                                                  |                                                                  |                                                                  |                                                                  |  |                |                                                              |                                                              |                                                              |                                                              |  |             |                                                             |                                                             |                                                             |                                                             |  |                 |                                                                |                                                                |                                                                |                                                                |  |
|  | Génesis Rivas                                                      | Génesis Rivas                                                      | 2                                                                  | 0                                                                  |   |                    |                                                                  |                                                                  |                                                                  |                                                                  |  |                |                                                              |                                                              |                                                              |                                                              |  |             |                                                             |                                                             |                                                             |                                                             |  |                 |                                                                |                                                                |                                                                |                                                                |  |
|  |                                                                    |                                                                    |                                                                    |                                                                    |   |                    |                                                                  |                                                                  |                                                                  |                                                                  |  |                |                                                              |                                                              |                                                              |                                                              |  |             |                                                             |                                                             |                                                             |                                                             |  |                 |                                                                |                                                                |                                                                |                                                                |  |

## Resultados

### Dieciseisavos de final

#### Ida
| 27 de febrero de 2019, 19:00 | Deportivo Masaya | 2:2     | Managua FC | Estadio Arnoldo y Matty Chávez, Masaya |  |
|                              |                  | Reporte |            |                                        |  |

| 27 de febrero de 2019, 11:00 | CD Las Sabanas | 3:0     | El Viejo FC | Estadio Municipal, Las Sabanas |  |
|                              |                | Reporte |             |                                |  |

| 27 de febrero de 2019, 15:00 | Real Xolotlán | 1:0     | Real Madriz FC | Estadio Ulf Knecht, San Rafael del Sur |  |
|                              |               | Reporte |                |                                        |  |

| 28 de febrero de 2019, 19:00 | América JDE | 0:2     | FC San Marcos | Estadio Nacional, Managua |  |
|                              |             | Reporte |               |                           |  |

| 27 de febrero de 2019, 15:00 | Niquinohomo FC | 0:3     | UNAN FC | Estadio Augusto C. Sandino, Niquinohomo |  |
|                              |                | Reporte |         |                                         |  |

| 27 de febrero de 2019, 14:00 | FC Brumas | 0:0     | FC Gutiérrez | Estadio La Salle, Jinotega |  |
|                              |           | Reporte |              |                            |  |

| 28 de febrero de 2019, 17:00 | Salvador Dubois | 0:4     | CD Walter Ferretti | Estadio Nacional, Managua |  |
|                              |                 | Reporte |                    |                           |  |

| 27 de febrero de 2019, 19:00 | Metrostar | 0:1     | Chinandega FC | Estadio Independencia, Estelí |  |
|                              |           | Reporte |               |                               |  |

| 27 de febrero de 2019, 15:00 | CD Junior | 2:0     | Real Estelí FC | Estadio Olímpico IND, Managua |  |
|                              |           | Reporte |                |                               |  |

| 27 de febrero de 2019, 15:00 | Lianziur Rivas | 3:2     | FC Bravos Primavera | Estadio San José, Potosí |  |
|                              |                | Reporte |                     |                          |  |

| 27 de febrero de 2019, 15:00 | Wiwilí FC | 0:0     | Juventus FC | Estadio Carmelo Castilblanco, Wiwilí |  |
|                              |           | Reporte |             |                                      |  |

| 27 de febrero de 2019, 15:00 | CS Municipal | 1:3     | FC Estelí | Estadio Municipal, Ciudad Sandino |  |
|                              |              | Reporte |           |                                   |  |

| 27 de febrero de 2019, 19:00 | Chichigalpa FC | 1:2     | Diriangén FC | Estadio Flor de Caña, Chichigalpa |  |
|                              |                | Reporte |              |                                   |  |

| 27 de febrero de 2019, 15:00 | Sapoá Cárdenas FC | 0:3     | Atlético Somotillo | Estadio Eddy Martínez, Cárdenas |  |
|                              |                   | Reporte |                    |                                 |  |

| 27 de febrero de 2019, 15:00 | Matagalpa FC | 1:1     | ART Jalapa | Estadio Primero de Mayo, Matagalpa |  |
|                              |              | Reporte |            |                                    |  |

| 27 de febrero de 2019, 15:00 | Génesis Rivas | 2:5     | CD Ocotal | Estadio Piedras Negras, Rivas |  |
|                              |               | Reporte |           |                               |  |

#### Vuelta
| 27 de marzo de 2019, 19:00                                                 | Managua FC | 3:1     | Deportivo Masaya | Estadio Nacional, Managua |  |
|                                                                            |            | Reporte |                  |                           |  |
| El Managua FC clasifica a octavos de final con un resultado global de 5:3. |            |         |                  |                           |  |

| 27 de marzo de 2019, 13:00                                                  | El Viejo FC | 1:4     | CD Las Sabanas | Estadio Glorias Viejanas, El Viejo |  |
|                                                                             |             | Reporte |                |                                    |  |
| El Las Sabanas clasifica a octavos de final con un resultado global de 1:7. |             |         |                |                                    |  |

| 27 de marzo de 2019, 19:00                                                     | Real Madriz FC | 3:1     | Real Xolotlán | Estadio Solidaridad, Somoto |  |
|                                                                                |                | Reporte |               |                             |  |
| El Real Madriz FC clasifica a octavos de final con un resultado global de 3:2. |                |         |               |                             |  |

| 27 de marzo de 2019, 14:30                                                    | FC San Marcos | 2:0     | América JDE | Estadio Olímpico Leonardo García Jara, San Marcos |  |
|                                                                               |               | Reporte |             |                                                   |  |
| El FC San Marcos clasifica a octavos de final con un resultado global de 4:0. |               |         |             |                                                   |  |

| 27 de marzo de 2019, 16:00                                               | UNAN FC | 10:1    | Niquinohomo FC | Estadio Nacional, Managua |  |
|                                                                          |         | Reporte |                |                           |  |
| El UNAN FC clasifica a octavos de final con un resultado global de 13:1. |         |         |                |                           |  |

| 28 de marzo de 2019, 16:00                                                   | FC Gutiérrez | 6:3     | FC Brumas | Estadio Independencia, Estelí |  |
|                                                                              |              | Reporte |           |                               |  |
| El FC Gutiérrez clasifica a octavos de final con un resultado global de 6:3. |              |         |           |                               |  |

| 27 de marzo de 2019, 15:00                                                          | CD Walter Ferretti | 6:1     | Salvador Dubois | Estadio Olímpico IND, Managua |  |
|                                                                                     |                    | Reporte |                 |                               |  |
| El CD Walter Ferretti clasifica a octavos de final con un resultado global de 10:1. |                    |         |                 |                               |  |

| 27 de marzo de 2019, 11:00                                                    | Chinandega FC | 2:1     | Metrostar | Estadio INACH, Chinandega |  |
|                                                                               |               | Reporte |           |                           |  |
| El Chinandega FC clasifica a octavos de final con un resultado global de 3:1. |               |         |           |                           |  |

| 27 de marzo de 2019, 19:00                                                     | Real Estelí FC | 6:0     | CD Junior | Estadio Independencia, Estelí |  |
|                                                                                |                | Reporte |           |                               |  |
| El Real Estelí FC clasifica a octavos de final con un resultado global de 6:2. |                |         |           |                               |  |

| 27 de marzo de 2019, 14:30                                                     | FC Bravos Primavera | 3:6     | Lianziur Rivas | Estadio Carlos Pizarro, El Rama |  |
|                                                                                |                     | Reporte |                |                                 |  |
| El Lianziur Rivas clasifica a octavos de final con un resultado global de 5:9. |                     |         |                |                                 |  |

| 27 de marzo de 2019, 19:00                                                  | Juventus FC | 9:0     | Wiwilí FC | Estadio Arnoldo y Matty Chávez, Masaya |  |
|                                                                             |             | Reporte |           |                                        |  |
| El Juventus FC clasifica a octavos de final con un resultado global de 9:0. |             |         |           |                                        |  |

| 28 de marzo de 2019, 19:00                                                | FC Estelí | 2:3     | CS Municipal | Estadio Independencia, Estelí |  |
|                                                                           |           | Reporte |              |                               |  |
| El FC Estelí clasifica a octavos de final con un resultado global de 5:4. |           |         |              |                               |  |

| 27 de marzo de 2019, 19:00                                                   | Diriangén FC | 7:0     | Chichigalpa FC | Estadio Cacique Diriangén, Diriamba |  |
|                                                                              |              | Reporte |                |                                     |  |
| El Diriangén FC clasifica a octavos de final con un resultado global de 9:1. |              |         |                |                                     |  |

| 27 de marzo de 2019, 14:30                                                         | Atlético Somotillo | 6:0     | Sapoá Cárdenas FC | Estadio Municipal, Somotillo |  |
|                                                                                    |                    | Reporte |                   |                              |  |
| El Atlético Somotillo clasifica a octavos de final con un resultado global de 9:0. |                    |         |                   |                              |  |

| 27 de marzo de 2019, 11:00                                                 | ART Jalapa | 3:2     | Matagalpa FC | Estadio Roy Fernando Bermúdez, Ocotal |  |
|                                                                            |            | Reporte |              |                                       |  |
| El ART Jalapa clasifica a octavos de final con un resultado global de 4:3. |            |         |              |                                       |  |

| 27 de marzo de 2019, 14:30                                                 | CD Ocotal | 9:0     | Génesis Rivas | Estadio Roy Fernando Bermúdez, Ocotal |  |
|                                                                            |           | Reporte |               |                                       |  |
| El CD Ocotal clasifica a octavos de final con un resultado global de 14:2. |           |         |               |                                       |  |

### Octavos de final

#### Ida
| 24 de abril de 2019, 19:00 | Managua FC | 4:0     | CD Las Sabanas | Estadio Nacional, Managua |  |
|                            |            | Reporte |                |                           |  |

| 24 de abril de 2019, 19:00 | Real Madriz FC | 3:0     | FC San Marcos | Estadio Solidaridad, Somoto |  |
|                            |                | Reporte |               |                             |  |

| 25 de abril de 2019, 16:00 | FC Gutiérrez | 0:3     | UNAN FC | Estadio Independencia, Estelí |  |
|                            |              | Reporte |         |                               |  |

| 24 de abril de 2019, 15:00 | Chinandega FC | 1:3     | CD Walter Ferretti | Estadio INACH, Chinandega |  |
|                            |               | Reporte |                    |                           |  |

| 24 de abril de 2019, 19:00 | Real Estelí FC | 3:1     | Lianziur Rivas | Estadio Independencia, Estelí |  |
|                            |                | Reporte |                |                               |  |

| 25 de abril de 2019, 19:00 | FC Estelí | 0:7     | Juventus FC | Estadio Independencia, Estelí |  |
|                            |           | Reporte |             |                               |  |

| 24 de abril de 2019, 19:00 | Diriangén FC | 1:0     | Atlético Somotillo | Estadio Cacique Diriangén, Diriamba |  |
|                            |              | Reporte |                    |                                     |  |

| 24 de abril de 2019, 15:00 | ART Jalapa | 0:1     | CD Ocotal | Estadio Roy Fernando Bermúdez, Ocotal |  |
|                            |            | Reporte |           |                                       |  |

#### Vuelta
| 31 de julio de 2019, 14:30                                                 | CD Las Sabanas | 1:0     | Managua FC | Estadio Municipal, Las Sabanas |  |
|                                                                            |                | Reporte |            |                                |  |
| El Managua FC clasifica a cuartos de final con un resultado global de 1:4. |                |         |            |                                |  |

| 7 de agosto de 2019, 14:30                                                     | FC San Marcos | 1:4     | Real Madriz FC | Estadio Olímpico Leonardo García Jara, San Marcos |  |
|                                                                                |               | Reporte |                |                                                   |  |
| El Real Madriz FC clasifica a cuartos de final con un resultado global de 1:7. |               |         |                |                                                   |  |

| 31 de julio de 2019, 15:00                                              | UNAN FC | 0:0     | FC Gutiérrez | Estadio Nacional, Managua |  |
|                                                                         |         | Reporte |              |                           |  |
| El UNAN FC clasifica a cuartos de final con un resultado global de 3:0. |         |         |              |                           |  |

| 31 de julio de 2019, 11:00                                                         | CD Walter Ferretti | 6:2     | Chinandega FC | Estadio Olímpico Leonardo García Jara, San Marcos |  |
|                                                                                    |                    | Reporte |               |                                                   |  |
| El CD Walter Ferretti clasifica a cuartos de final con un resultado global de 9:3. |                    |         |               |                                                   |  |

| 24 de julio de 2019, 14:30                                                     | Lianziur Rivas | 3:4     | Real Estelí FC | Estadio San José, Potosí |  |
|                                                                                |                | Reporte |                |                          |  |
| El Real Estelí FC clasifica a cuartos de final con un resultado global de 4:7. |                |         |                |                          |  |

| 31 de julio de 2019, 16:00                                                   | Juventus FC | 7:3     | FC Estelí | Estadio Arnoldo y Matty Chávez, Masaya |  |
|                                                                              |             | Reporte |           |                                        |  |
| El Juventus FC clasifica a cuartos de final con un resultado global de 14:3. |             |         |           |                                        |  |

| 31 de julio de 2019, 14:30                                                   | Atlético Somotillo | 1:3 (t. s.) | Diriangén FC | Estadio Municipal, Somotillo |  |
|                                                                              |                    | Reporte     |              |                              |  |
| El Diriangén FC clasifica a cuartos de final con un resultado global de 1:4. |                    |             |              |                              |  |

| 31 de julio de 2019, 14:30                                                | CD Ocotal | 4:2     | ART Jalapa | Estadio Roy Fernando Bermúdez, Ocotal |  |
|                                                                           |           | Reporte |            |                                       |  |
| El CD Ocotal clasifica a cuartos de final con un resultado global de 5:2. |           |         |            |                                       |  |

### Cuartos de final

#### Ida
| 14 de agosto de 2019, 19:00 | Managua FC | 3:0     | Real Madriz FC | Estadio Nacional, Managua |  |
|                             |            | Reporte |                |                           |  |

| 14 de agosto de 2019, 16:00 | UNAN FC | 1:1     | CD Walter Ferretti | Estadio Nacional, Managua |  |
|                             |         | Reporte |                    |                           |  |

| 14 de agosto de 2019, 19:00 | Real Estelí FC | 2:3     | Juventus FC | Estadio Independencia, Estelí |  |
|                             |                | Reporte |             |                               |  |

| 14 de agosto de 2019, 19:00 | Diriangén FC | 1:0     | CD Ocotal | Estadio Cacique Diriangén, Diriamba |  |
|                             |              | Reporte |           |                                     |  |

#### Vuelta
| 11 de septiembre de 2019, 19:00                                       | Real Madriz FC | 0:2     | Managua FC | Estadio Solidaridad, Somoto |  |
|                                                                       |                | Reporte |            |                             |  |
| El Managua FC clasifica a semifinales con un resultado global de 0:5. |                |         |            |                             |  |

| 11 de septiembre de 2019, 19:00                                               | CD Walter Ferretti | 4:2     | UNAN FC | Estadio Nacional, Managua |  |
|                                                                               |                    | Reporte |         |                           |  |
| El CD Walter Ferretti clasifica a semifinales con un resultado global de 5:3. |                    |         |         |                           |  |

| 18 de septiembre de 2019, 15:00                                        | Juventus FC | 0:1(v.) | Real Estelí FC | Estadio Arnoldo y Matty Chávez, Masaya |  |
|                                                                        |             | Reporte |                |                                        |  |
| El Juventus FC clasifica a semifinales con un resultado global de 3:3. |             |         |                |                                        |  |

| 11 de septiembre de 2019, 14:30                                         | CD Ocotal | 0:0     | Diriangén FC | Estadio Roy Fernando Bermúdez, Ocotal |  |
|                                                                         |           | Reporte |              |                                       |  |
| El Diriangén FC clasifica a semifinales con un resultado global de 0:1. |           |         |              |                                       |  |

### Semifinales

#### Ida
| 30 de octubre de 2019, 19:00 | CD Walter Ferretti | 0:4     | Managua FC | Estadio Nacional, Managua |  |
|                              |                    | Reporte |            |                           |  |

| 30 de octubre de 2019, 16:00 | Juventus FC | 1:1     | Diriangén FC | Estadio Arnoldo y Matty Chávez, Masaya |  |
|                              |             | Reporte |              |                                        |  |

#### Vuelta
| 6 de noviembre de 2019, 19:00                                      | Managua FC | 3:0     | CD Walter Ferretti | Estadio Nacional, Managua |  |
|                                                                    |            | Reporte |                    |                           |  |
| El Managua FC clasifica a la final con un resultado global de 7:0. |            |         |                    |                           |  |

| 6 de noviembre de 2019, 19:00                                        | Diriangén FC | 2:0     | Juventus FC | Estadio Cacique Diriangén, Diriamba |  |
|                                                                      |              | Reporte |             |                                     |  |
| El Diriangén FC clasifica a la final con un resultado global de 3:1. |              |         |             |                                     |  |

### Final

#### Ida
| 1     | POR   | Bernardo Gradilla |     |
| 5     | DEF   | Erick Téllez      |     |
| 11    | DEF   | Danilo Zúñiga     |     |
| 17    | DEF   | Kevin González    |     |
| 27    | DEF   | Marvin Fletes     |     |
| 4     | MED   | Jason Coronel     |     |
| 6     | MED   | Bismarck Montiel  |     |
| 7     | DEL   | Abner Acuña       | 81' |
| 9     | DEL   | Luis F. Coronel   | 75' |
| 14    | DEL   | Francisco Vargas  |     |
| 23    | DEL   | Jonathan Zapata   | 86' |
| D. T. | D. T. | Flavio Da Silva   |     |

| 1     | POR   | Erly Méndez          |     |
| 2     | DEF   | Marel Álvarez        |     |
| 3     | DEF   | Wesner de Trinidad   | 78' |
| 5     | DEF   | Rigoberto Fuentes    |     |
| 16    | DEF   | Jeremy Cuarezma      |     |
| 7     | MED   | Kevin Serapio        |     |
| 17    | MED   | Christiano Fernandes |     |
| 23    | MED   | Nahúm Peralta        | 23' |
| 9     | DEL   | Pablo Gállego        |     |
| 10    | DEL   | Henry García         | 61' |
| 25    | DEL   | Carlos Félix         |     |
| D. T. | D. T. | Emilio Aburto        |     |

| 12 | Delantero | Álvaro Hernández  | 75' |
| 19 | Delantero | Cristóbal Aragón  | 81' |
| 8  | Delantero | Miguel Pucharella | 86' |

| 11 | Centrocampista | Erick Mendoza  | 23' |
| 4  | Delantero      | Isaac Sequeira | 61' |
| 14 | Defensa        | Camphers Pérez | 78' |

| Amonestado · Amonestado · Amonestado | Bismarck Montiel Francisco Vargas Marvin Fletes |

| Amonestado · Amonestado · Amonestado · Amonestado · Amonestado | Henry García Nahúm Peralta Carlos Félix Erick Mendoza Camphers Pérez |

| Otorgado · Expulsado | Carlos Félix |

| Principal  | Óscar Dávila    |
| Asistentes | José Ojeda      |
|            | José Ayala      |
| Cuarto     | Jonathan Lezama |

| 1     | POR   | Bernardo Gradilla |     |
| 5     | DEF   | Erick Téllez      |     |
| 11    | DEF   | Danilo Zúñiga     |     |
| 17    | DEF   | Kevin González    |     |
| 27    | DEF   | Marvin Fletes     |     |
| 4     | MED   | Jason Coronel     |     |
| 6     | MED   | Bismarck Montiel  |     |
| 7     | DEL   | Abner Acuña       | 81' |
| 9     | DEL   | Luis F. Coronel   | 75' |
| 14    | DEL   | Francisco Vargas  |     |
| 23    | DEL   | Jonathan Zapata   | 86' |
| D. T. | D. T. | Flavio Da Silva   |     |

| 1     | POR   | Erly Méndez          |     |
| 2     | DEF   | Marel Álvarez        |     |
| 3     | DEF   | Wesner de Trinidad   | 78' |
| 5     | DEF   | Rigoberto Fuentes    |     |
| 16    | DEF   | Jeremy Cuarezma      |     |
| 7     | MED   | Kevin Serapio        |     |
| 17    | MED   | Christiano Fernandes |     |
| 23    | MED   | Nahúm Peralta        | 23' |
| 9     | DEL   | Pablo Gállego        |     |
| 10    | DEL   | Henry García         | 61' |
| 25    | DEL   | Carlos Félix         |     |
| D. T. | D. T. | Emilio Aburto        |     |

| 12 | Delantero | Álvaro Hernández  | 75' |
| 19 | Delantero | Cristóbal Aragón  | 81' |
| 8  | Delantero | Miguel Pucharella | 86' |

| 11 | Centrocampista | Erick Mendoza  | 23' |
| 4  | Delantero      | Isaac Sequeira | 61' |
| 14 | Defensa        | Camphers Pérez | 78' |

| Amonestado · Amonestado · Amonestado | Bismarck Montiel Francisco Vargas Marvin Fletes |

| Amonestado · Amonestado · Amonestado · Amonestado · Amonestado | Henry García Nahúm Peralta Carlos Félix Erick Mendoza Camphers Pérez |

| Otorgado · Expulsado | Carlos Félix |

| Principal  | Óscar Dávila    |
| Asistentes | José Ojeda      |
|            | José Ayala      |
| Cuarto     | Jonathan Lezama |

| 1     | POR   | Bernardo Gradilla |     |
| 5     | DEF   | Erick Téllez      |     |
| 11    | DEF   | Danilo Zúñiga     |     |
| 17    | DEF   | Kevin González    |     |
| 27    | DEF   | Marvin Fletes     |     |
| 4     | MED   | Jason Coronel     |     |
| 6     | MED   | Bismarck Montiel  |     |
| 7     | DEL   | Abner Acuña       | 81' |
| 9     | DEL   | Luis F. Coronel   | 75' |
| 14    | DEL   | Francisco Vargas  |     |
| 23    | DEL   | Jonathan Zapata   | 86' |
| D. T. | D. T. | Flavio Da Silva   |     |

| 1     | POR   | Erly Méndez          |     |
| 2     | DEF   | Marel Álvarez        |     |
| 3     | DEF   | Wesner de Trinidad   | 78' |
| 5     | DEF   | Rigoberto Fuentes    |     |
| 16    | DEF   | Jeremy Cuarezma      |     |
| 7     | MED   | Kevin Serapio        |     |
| 17    | MED   | Christiano Fernandes |     |
| 23    | MED   | Nahúm Peralta        | 23' |
| 9     | DEL   | Pablo Gállego        |     |
| 10    | DEL   | Henry García         | 61' |
| 25    | DEL   | Carlos Félix         |     |
| D. T. | D. T. | Emilio Aburto        |     |

| 12 | Delantero | Álvaro Hernández  | 75' |
| 19 | Delantero | Cristóbal Aragón  | 81' |
| 8  | Delantero | Miguel Pucharella | 86' |

| 11 | Centrocampista | Erick Mendoza  | 23' |
| 4  | Delantero      | Isaac Sequeira | 61' |
| 14 | Defensa        | Camphers Pérez | 78' |

| Amonestado · Amonestado · Amonestado | Bismarck Montiel Francisco Vargas Marvin Fletes |

| Amonestado · Amonestado · Amonestado · Amonestado · Amonestado | Henry García Nahúm Peralta Carlos Félix Erick Mendoza Camphers Pérez |

| Otorgado · Expulsado | Carlos Félix |

| Principal  | Óscar Dávila    |
| Asistentes | José Ojeda      |
|            | José Ayala      |
| Cuarto     | Jonathan Lezama |

| 1     | POR   | Bernardo Gradilla |     |
| 5     | DEF   | Erick Téllez      |     |
| 11    | DEF   | Danilo Zúñiga     |     |
| 17    | DEF   | Kevin González    |     |
| 27    | DEF   | Marvin Fletes     |     |
| 4     | MED   | Jason Coronel     |     |
| 6     | MED   | Bismarck Montiel  |     |
| 7     | DEL   | Abner Acuña       | 81' |
| 9     | DEL   | Luis F. Coronel   | 75' |
| 14    | DEL   | Francisco Vargas  |     |
| 23    | DEL   | Jonathan Zapata   | 86' |
| D. T. | D. T. | Flavio Da Silva   |     |

| 1     | POR   | Erly Méndez          |     |
| 2     | DEF   | Marel Álvarez        |     |
| 3     | DEF   | Wesner de Trinidad   | 78' |
| 5     | DEF   | Rigoberto Fuentes    |     |
| 16    | DEF   | Jeremy Cuarezma      |     |
| 7     | MED   | Kevin Serapio        |     |
| 17    | MED   | Christiano Fernandes |     |
| 23    | MED   | Nahúm Peralta        | 23' |
| 9     | DEL   | Pablo Gállego        |     |
| 10    | DEL   | Henry García         | 61' |
| 25    | DEL   | Carlos Félix         |     |
| D. T. | D. T. | Emilio Aburto        |     |

| 12 | Delantero | Álvaro Hernández  | 75' |
| 19 | Delantero | Cristóbal Aragón  | 81' |
| 8  | Delantero | Miguel Pucharella | 86' |

| 11 | Centrocampista | Erick Mendoza  | 23' |
| 4  | Delantero      | Isaac Sequeira | 61' |
| 14 | Defensa        | Camphers Pérez | 78' |

| Amonestado · Amonestado · Amonestado | Bismarck Montiel Francisco Vargas Marvin Fletes |

| Amonestado · Amonestado · Amonestado · Amonestado · Amonestado | Henry García Nahúm Peralta Carlos Félix Erick Mendoza Camphers Pérez |

| Otorgado · Expulsado | Carlos Félix |

| Principal  | Óscar Dávila    |
| Asistentes | José Ojeda      |
|            | José Ayala      |
| Cuarto     | Jonathan Lezama |

#### Vuelta
| 1     | POR   | Erly Méndez          |     |
| 2     | DEF   | Marel Álvarez        |     |
| 3     | DEF   | Wesner de Trinidad   | 74' |
| 5     | DEF   | Rigoberto Fuentes    |     |
| 11    | DEF   | Erick Mendoza        |     |
| 7     | MED   | Kevin Serapio        |     |
| 17    | MED   | Christiano Fernandes |     |
| 22    | MED   | Mike Cruz            | 62' |
| 4     | DEL   | Isaac Sequeira       |     |
| 9     | DEL   | Pablo Gállego        |     |
| 25    | DEL   | Carlos Félix         |     |
| D. T. | D. T. | Emilio Aburto        |     |

| 1     | POR   | Bernardo Gradilla |     |
| 5     | DEF   | Erick Téllez      |     |
| 11    | DEF   | Danilo Zúñiga     |     |
| 15    | DEF   | David Jarquín     |     |
| 17    | DEF   | Kevin González    |     |
| 4     | MED   | Jason Coronel     |     |
| 21    | MED   | Tulio López       | 60' |
| 7     | DEL   | Abner Acuña       | 73' |
| 9     | DEL   | Luis F. Coronel   | 83' |
| 14    | DEL   | Francisco Vargas  |     |
| 23    | DEL   | Jonathan Zapata   |     |
| D. T. | D. T. | Flavio Da Silva   |     |

| 15 | Delantero | Pedro Espinoza | 62'  |
| 14 | Defensa   | Camphers Pérez | 74'  |
| 18 | Delantero | Luis Gutiérrez | 108' |

| 8  | Delantero      | Miguel Pucharella | 60' |
| 35 | Centrocampista | Misael Álvarez    | 73' |
| 12 | Delantero      | Álvaro Hernández  | 83' |

| Amonestado · Amonestado · Amonestado · Amonestado · Amonestado | Marel Álvarez Kevin Serapio Pablo Gállego Christiano Fernandes Mike Cruz |

| Amonestado · Amonestado · Amonestado · Amonestado · Amonestado · Amonestado | Erick Téllez Luis F. Coronel Danilo Zúñiga David Jarquín Tulio López Jonathan Zapata |

| Expulsado | Luis Gutiérrez |

| Expulsado | Bernardo Gradilla |

| Principal  | Miller López   |
| Asistentes | Yamil Espinoza |
|            | Jesse Valle    |
| Cuarto     | Óscar Dávila   |

| 1     | POR   | Erly Méndez          |     |
| 2     | DEF   | Marel Álvarez        |     |
| 3     | DEF   | Wesner de Trinidad   | 74' |
| 5     | DEF   | Rigoberto Fuentes    |     |
| 11    | DEF   | Erick Mendoza        |     |
| 7     | MED   | Kevin Serapio        |     |
| 17    | MED   | Christiano Fernandes |     |
| 22    | MED   | Mike Cruz            | 62' |
| 4     | DEL   | Isaac Sequeira       |     |
| 9     | DEL   | Pablo Gállego        |     |
| 25    | DEL   | Carlos Félix         |     |
| D. T. | D. T. | Emilio Aburto        |     |

| 1     | POR   | Bernardo Gradilla |     |
| 5     | DEF   | Erick Téllez      |     |
| 11    | DEF   | Danilo Zúñiga     |     |
| 15    | DEF   | David Jarquín     |     |
| 17    | DEF   | Kevin González    |     |
| 4     | MED   | Jason Coronel     |     |
| 21    | MED   | Tulio López       | 60' |
| 7     | DEL   | Abner Acuña       | 73' |
| 9     | DEL   | Luis F. Coronel   | 83' |
| 14    | DEL   | Francisco Vargas  |     |
| 23    | DEL   | Jonathan Zapata   |     |
| D. T. | D. T. | Flavio Da Silva   |     |

| 15 | Delantero | Pedro Espinoza | 62'  |
| 14 | Defensa   | Camphers Pérez | 74'  |
| 18 | Delantero | Luis Gutiérrez | 108' |

| 8  | Delantero      | Miguel Pucharella | 60' |
| 35 | Centrocampista | Misael Álvarez    | 73' |
| 12 | Delantero      | Álvaro Hernández  | 83' |

| Amonestado · Amonestado · Amonestado · Amonestado · Amonestado | Marel Álvarez Kevin Serapio Pablo Gállego Christiano Fernandes Mike Cruz |

| Amonestado · Amonestado · Amonestado · Amonestado · Amonestado · Amonestado | Erick Téllez Luis F. Coronel Danilo Zúñiga David Jarquín Tulio López Jonathan Zapata |

| Expulsado | Luis Gutiérrez |

| Expulsado | Bernardo Gradilla |

| Principal  | Miller López   |
| Asistentes | Yamil Espinoza |
|            | Jesse Valle    |
| Cuarto     | Óscar Dávila   |

| 1     | POR   | Erly Méndez          |     |
| 2     | DEF   | Marel Álvarez        |     |
| 3     | DEF   | Wesner de Trinidad   | 74' |
| 5     | DEF   | Rigoberto Fuentes    |     |
| 11    | DEF   | Erick Mendoza        |     |
| 7     | MED   | Kevin Serapio        |     |
| 17    | MED   | Christiano Fernandes |     |
| 22    | MED   | Mike Cruz            | 62' |
| 4     | DEL   | Isaac Sequeira       |     |
| 9     | DEL   | Pablo Gállego        |     |
| 25    | DEL   | Carlos Félix         |     |
| D. T. | D. T. | Emilio Aburto        |     |

| 1     | POR   | Bernardo Gradilla |     |
| 5     | DEF   | Erick Téllez      |     |
| 11    | DEF   | Danilo Zúñiga     |     |
| 15    | DEF   | David Jarquín     |     |
| 17    | DEF   | Kevin González    |     |
| 4     | MED   | Jason Coronel     |     |
| 21    | MED   | Tulio López       | 60' |
| 7     | DEL   | Abner Acuña       | 73' |
| 9     | DEL   | Luis F. Coronel   | 83' |
| 14    | DEL   | Francisco Vargas  |     |
| 23    | DEL   | Jonathan Zapata   |     |
| D. T. | D. T. | Flavio Da Silva   |     |

| 15 | Delantero | Pedro Espinoza | 62'  |
| 14 | Defensa   | Camphers Pérez | 74'  |
| 18 | Delantero | Luis Gutiérrez | 108' |

| 8  | Delantero      | Miguel Pucharella | 60' |
| 35 | Centrocampista | Misael Álvarez    | 73' |
| 12 | Delantero      | Álvaro Hernández  | 83' |

| Amonestado · Amonestado · Amonestado · Amonestado · Amonestado | Marel Álvarez Kevin Serapio Pablo Gállego Christiano Fernandes Mike Cruz |

| Amonestado · Amonestado · Amonestado · Amonestado · Amonestado · Amonestado | Erick Téllez Luis F. Coronel Danilo Zúñiga David Jarquín Tulio López Jonathan Zapata |

| Expulsado | Luis Gutiérrez |

| Expulsado | Bernardo Gradilla |

| Principal  | Miller López   |
| Asistentes | Yamil Espinoza |
|            | Jesse Valle    |
| Cuarto     | Óscar Dávila   |

| 1     | POR   | Erly Méndez          |     |
| 2     | DEF   | Marel Álvarez        |     |
| 3     | DEF   | Wesner de Trinidad   | 74' |
| 5     | DEF   | Rigoberto Fuentes    |     |
| 11    | DEF   | Erick Mendoza        |     |
| 7     | MED   | Kevin Serapio        |     |
| 17    | MED   | Christiano Fernandes |     |
| 22    | MED   | Mike Cruz            | 62' |
| 4     | DEL   | Isaac Sequeira       |     |
| 9     | DEL   | Pablo Gállego        |     |
| 25    | DEL   | Carlos Félix         |     |
| D. T. | D. T. | Emilio Aburto        |     |

| 1     | POR   | Bernardo Gradilla |     |
| 5     | DEF   | Erick Téllez      |     |
| 11    | DEF   | Danilo Zúñiga     |     |
| 15    | DEF   | David Jarquín     |     |
| 17    | DEF   | Kevin González    |     |
| 4     | MED   | Jason Coronel     |     |
| 21    | MED   | Tulio López       | 60' |
| 7     | DEL   | Abner Acuña       | 73' |
| 9     | DEL   | Luis F. Coronel   | 83' |
| 14    | DEL   | Francisco Vargas  |     |
| 23    | DEL   | Jonathan Zapata   |     |
| D. T. | D. T. | Flavio Da Silva   |     |

| 15 | Delantero | Pedro Espinoza | 62'  |
| 14 | Defensa   | Camphers Pérez | 74'  |
| 18 | Delantero | Luis Gutiérrez | 108' |

| 8  | Delantero      | Miguel Pucharella | 60' |
| 35 | Centrocampista | Misael Álvarez    | 73' |
| 12 | Delantero      | Álvaro Hernández  | 83' |

| Amonestado · Amonestado · Amonestado · Amonestado · Amonestado | Marel Álvarez Kevin Serapio Pablo Gállego Christiano Fernandes Mike Cruz |

| Amonestado · Amonestado · Amonestado · Amonestado · Amonestado · Amonestado | Erick Téllez Luis F. Coronel Danilo Zúñiga David Jarquín Tulio López Jonathan Zapata |

| Expulsado | Luis Gutiérrez |

| Expulsado | Bernardo Gradilla |

| Principal  | Miller López   |
| Asistentes | Yamil Espinoza |
|            | Jesse Valle    |
| Cuarto     | Óscar Dávila   |

|                    |
| Campeón Managua FC |
| 1.° título         |